# Kim Ji-won (actrice)
Pour l’article homonyme, voir Kim Ji-won.
Kim Ji-won (en hangeul : 김지원) est une actrice sud-coréenne née le 19 octobre 1992. Elle s'est fait connaître grâce à ses rôles dans les séries télévisées To the Beautiful You (2012), The Heirs (2013), Descendants of the Sun (2016), Fight for My Way (2017) et Queen of Tears (2023),,.

## Jeunesse et éducation
Kim Ji-won est née le 19 octobre 1992 dans le district de Geumcheon, Séoul, en Corée du Sud. Elle a une grande sœur de 2 ans son ainée. Durant son adolescence en 2007, elle fut repérée dans la rue par une agence de divertissement et poursuivit une formation de 3 ans pour préparer ses débuts en tant que chanteuse. Lors de sa première année de lycée, elle part étudier 6 mois à Chicago aux États-Unis où vit une partie de sa famille du côté de sa mère. Elle se rend compte que ses talents en chant ne lui permettront pas de mener une carrière et décide de se concentrer sur le métier d'actrice. En 2011, Kim Ji-won s'inscrit à l'Université Dongguk pour y faire des études au sein du département de Cinéma.

## Carrière
En 2011, elle se fait connaître grâce à son rôle dans la sitcom High Kick: Revenge of the Short Legged (en). Elle joue ensuite son premier rôle principal dans le drama What's Up, puis elle fait ses débuts au cinéma dans Romantic Heaven (en).
En 2012, Kim joue un rôle secondaire dans la série To the Beautiful You puis un rôle principal d'un sketch du film Horror Stories (en).
L'année suivante, elle joue le rôle d'une héritière chic et hautaine dans la série The Heirs,. Le succès de ce drama vaut à Kim un Prix de la Nouvelle star aux SBS Drama Awards (en).
Elle joue un rôle principal dans le thriller policier Gap-dong (en) en 2014. Au mois de décembre de la même année, elle signe avec King Kong Entertainment (en) un contrat exclusif qui la fait jouer aux côtés de So Ji-sub dans la websérie One Sunny Day (en).
En 2016, elle joue le rôle d'une chirurgienne de l'armée dans le drama Descendants of the Sun,,,, qui devient populaire dans toute l'Asie. Ce rôle fait connaître Kim bien au-delà de la Corée.
En 2017, Kim interprète son premier rôle principal dans un drama de KBS, Fight for My Way avec Park Seo-joon.
Depuis 2019, Kim Ji Won joue dans le drama fantastique de tvN Arthdal Chronicles au côté de Song Joong-ki, avec lequel elle a déjà collaboré dans Descendants of the Sun. La série est diffusée sur Netflix et la saison 2 a été confirmée, cependant ni Kim Ji-won ni Song Joong-ki ne décident de reprendre leur rôle.
En février 2020, Kim signe avec l'agence Salt Entertainment pour 2 ans. La même année, elle apparait dans la web série de Kakao TV Lovestuck in the City, romance dans laquelle elle joue le rôle de Lee Eun-o. Le challenge fut particulièrement important car Kim a dû surmonter sa phobie de l'eau pour les scènes de surf en mer.
En avril 2022, elle joue le rôle de Yeom Mi-jeong, une employée introvertie cherchant à casser la monotonie de sa vie dans le drama de JTBC My Liberation Notes. Malgré des scores d'audience moyens, sa performance ainsi que le scenario réaliste attirent l'attention et permettent à Kim d'être nommée en tant meilleure actrice au Baeksang Arts Awards.
En juin 2022, le contrat de Kim avec Salt Entertainment prend fin. Elle signe en septembre 2022 avec HighZium Studio (anciennement History  D&C) où elle rejoint Song Joong-ki. C'est en décembre 2022 qu'est annoncé sa participation au nouveau drama de tvN La Reine des larmes dans lequel elle joue rôle de Hong Hae-in, héritière du groupe chaebol Queens et mariée à Baek Hyun-woo interprété par Kim Soo-Hyun.
Après un an de tournage, le drama sort en mars 2024 et bat des records d'audience. Selon l'institut Nielsen Korea, le dernier épisode atteint même les 24,9 % d'audience (record pour la chaîne tvN).

## Filmographie

### Séries télévisées
| Année | Titre                                         | Rôle          | Notes           | Réseau de diffusion | Réf.   |
| ----- | --------------------------------------------- | ------------- | --------------- | ------------------- | ------ |
| 2011  | High Kick: Revenge of the Short Legged        | Kim Ji-won    |                 | MBC                 |        |
| 2011  | What's Up                                     | Park Tae-yi   |                 | MBN                 | [ 5 ]  |
| 2012  | To the Beautiful You                          | Seol Han-na   | Rôle secondaire | SBS                 |        |
| 2013  | The Heirs                                     | Rachel Yoo    | Rôle secondaire | SBS                 |        |
| 2013  | Waiting for Love                              | Choi Sae-rom  | Rôle principal  | KBS2                | [ 17 ] |
| 2014  | Drama Special: The Reason I'm Getting Married | Kim Ji-young  | Caméo           | KBS2                | [ 18 ] |
| 2014  | Gap-dong                                      | Ma Ji-wool    | Rôle principal  | tvN                 |        |
| 2015  | Hidden Identity                               | Min Tae-hee   | Caméo           | tvN                 | [ 19 ] |
| 2015  | The Time We Were Not in Love                  | Kim Ji-won    | Ép. 2           | SBS                 |        |
| 2016  | Descendants of the Sun                        | Yoon Myung-ju | Rôle principal  | KBS2                | [ 20 ] |
| 2017  | Fight for My Way                              | Choi Ae-ra    | Rôle principal  | KBS2                |        |
| 2019  | Arthdal Chronicles                            | Tan-ya        | Rôle principal  | tvN                 |        |
| 2020  | Lovestruck in the city                        | Lee Eun Oh    | Rôle principal  | tvN                 |        |
| 2022  | My Liberation Notes                           | Yeom Mi-jeong | Rôle principal  | JTBC                |        |
| 2024  | La Reine des larmes                           | Hong Hae-in   | Rôle principal  | tvN                 |        |

### Films
| Année | Titre                                     | Rôle       |
| ----- | ----------------------------------------- | ---------- |
| 2011  | Romantic Heaven                           | Choi Mimi  |
| 2012  | Horror Stories                            | Kim Ji-won |
| 2013  | Horror Stories 2                          | Sa Tan-hee |
| 2018  | Détective K : Le Secret des morts-vivants | Wol-young  |

### Webséries
| Année | Titre          | Rôle     | Réseau de diffusion | Réf.   |
| ----- | -------------- | -------- | ------------------- | ------ |
| 2014  | One Sunny Day  | The Girl | Line TV             | [ 21 ] |
| 2017  | Romance Island | Yuna     | Sohu TV             |        |

### En tant que présentatrice
| Année | Titre                 | Réseau | Notes                            |
| ----- | --------------------- | ------ | -------------------------------- |
| 2016  | 30th KBS Drama Awards | KBS2   | Avec Jun Hyun-moo et Park Bo-gum |

### Variétés
| Année | Titre                       | Réseau de diffusion | Notes                                                                        | Réf.   |
| ----- | --------------------------- | ------------------- | ---------------------------------------------------------------------------- | ------ |
| 2011  | Night After Night           | SBS                 | Invitée, ép. 19 et 20, avec le réalisateur Jang Jin                          | [ 22 ] |
| 2011  | Come to Play                | MBC                 | Invitée, ép. 354, avec les acteurs de High Kick: Revenge of the Short Legged | [ 23 ] |
| 2012  | Korea's Got Talent saison 2 | tvN                 | Invitée, épisode final                                                       | [ 24 ] |
| 2012  | Strong Heart                | SBS                 | Invitée, ép. 142 et 143, avec les acteurs de To the Beautiful You            | [ 25 ] |
| 2016  | Running Man                 | SBS                 | Invitée, ép. 297, avec Jin Goo, David Lee McInnis et Eunseo (WJSN)           | [ 26 ] |
| 2024  | Amazing Saturday            | tvN                 | Invitée, ép. 307, avec Kwak Dong-yeon de Queen of tears                      | [ 27 ] |

### Clips musicaux
| Année | Titre               | Artiste         | Réf.   |
| ----- | ------------------- | --------------- | ------ |
| 2008  | Gossip Boy          | Younha          | [ 28 ] |
| 2012  | Until the Sun Rises | Baek Seung-heon | [ 29 ] |

## Discographie
| Année | Titre de la chanson        | Album                                                         | Notes                          | Réf.   |
| ----- | -------------------------- | ------------------------------------------------------------- | ------------------------------ | ------ |
| 2010  | "Pick A Star From The Sky" |                                                               | OranC Commercial               | [ 30 ] |
| 2011  | "Over The Rainbow"         | Bande-son originale de High Kick: Revenge of the Short Legged |                                | [ 31 ] |
| 2012  | "Might Gonna"              | Bande-son originale de What's Up (édition japonaise)          | avec Jo Jung-suk et Yang Jiwon | ,      |

## Prix et récompenses
| Année | Prix                      | Catégorie                                         | Œuvre nommée           | Résultat   | Réf. |
| ----- | ------------------------- | ------------------------------------------------- | ---------------------- | ---------- | ---- |
| 2013  | 21e SBS Drama Awards      | Prix de la Nouvelle star,                         | The Heirs              | Lauréat    |      |
| 2014  | 2e Asia Rainbow TV Awards | Meilleure actrice dans un rôle secondaire         | The Heirs              | Nomination |      |
| 2016  | 5e APAN Star Awards       | Prix du meilleur couple (avec Jin Goo)            | Descendants of the Sun | Nomination |      |
| 2016  | 5e APAN Star Awards       | Meilleure actrice dans un seconde rôle            | Descendants of the Sun | Lauréat    |      |
| 2016  | 1ers Asia Artist Awards   | Best Celebrity Award, Actress                     | Descendants of the Sun | Lauréat    |      |
| 2016  | Yahoo! Asia Buzz Awards   | Asia Popular Artist Award                         | NC                     | Nomination |      |
| 2016  | 30e KBS Drama Awards      | Prix de l'excellence, actrice dans une mini-série | Descendants of the Sun | Lauréat    |      |
| 2016  | 30e KBS Drama Awards      | Meilleure révélation féminine                     | Descendants of the Sun | Lauréat    |      |
| 2016  | 30e KBS Drama Awards      | Meilleur couple (avec Jin Goo)                    | Descendants of the Sun | Lauréat    |      |
| 2017  | KBS Drama Awards          | Prix de l'excellence, actrice dans une mini-série | Fight for My Way       | Nomination |      |
| 2017  | KBS Drama Awards          | Prix de l'excellence, actrice                     | Fight for My Way       | Lauréat    |      |
| 2017  | KBS Drama Awards          | Prix Netizen, actrice                             | Fight for My Way       | Lauréat    |      |
| 2017  | KBS Drama Awards          | Meilleur couple (avec Park Seo-Joon)              | Fight for My Way       | Lauréat    |      |